# Anna van Rusland
Anna Ivanovna (Russisch: Анна Иоанновна, Anna Ioannovna) (Moskou, 28 februari 1693 — aldaar, 28 oktober 1740) was de dochter van Ivan V en aldus een nicht van tsaar Peter de Grote. Zij werd na de dood van haar echtgenoot Frederik Willem Kettler in 1711 hertogin van Koerland en Semgallen en was van 1730 tot 1740 tsarina van Rusland.

## Opvolging van Peter de Grote
Toen Peter de Grote in 1725 gestorven was, brak er een periode aan van frequente troonswisselingen aan: Catharina I en Peter II stierven kort na elkaar en vervolgens moest er een troonopvolger gekozen worden uit de vrouwelijke lijn van de Romanovs. Met Peter II, die kinderloos was - hij werd slechts 14 jaar - eindigde de afstamming in de mannelijke lijn en hij had geen opvolger aangewezen.
Sinds januari 1726, na de dood van Peter I, kende Rusland de Opperste Geheime Raad (Верховный тайный совет), bestaande uit zes leden die feitelijk leiding gaven aan het land en ook decreten konden uitvaardigen. Binnen één maand ontnamen ze de Senaat, die door Peter I was ingesteld, alle leidinggevende taken. Drie van deze leden, Aleksandr Mensjikov, Heinrich Johann Friedrich Ostermann en prins Dmitri Golitsyn, verkregen steeds meer macht gedurende de daaropvolgende jaren, alhoewel Mensjikov in 1727 door de adellijke families Glitsyn en Dolgoroekov verbannen werd, omdat hij te veel macht wilde.
De Opperste Geheime Raad hield na de dood van Peter II een beraad over de vraag wie hem zou moeten opvolgen. Een dochter van Peter de Grote, Elisabeth, wezen ze al dadelijk af, omdat de Dolgoroekovfamilie geen afstammeling van Peter de Grote op de troon wilde hebben; dit zou hun privileges hebben aangetast.
Ze wezen ook de oudste dochter van Peter I's halfbroer co-tsaar Ivan V, Catharina Ivanova, af omdat die met een Duitser was getrouwd.
In plaats daarvan kozen zij Ivans tweede dochter, Anna Ivanovna, die toen regeerde over Koerland. Ze stelden een lijst met acht eisen op die zij moest ondertekenen en die hun macht waarborgde en ze moest beloven haar geliefde Ernst Johann Biron niet mee te nemen naar Rusland. Anna accepteerde en kwam vervolgens naar Sint-Petersburg in januari 1730.

## Autocratie
De Russische politicus, wetenschapper en mijnbouwingenieur Vasili Tatisjtsjev stond samen met 300 andere adellijken (dvorjanstvo) achter de keuze om Anna, dochter van Ivan V, te kiezen. Hij wilde echter ook herstel van de autocratie met een adviesraad in de vorm van een senaat, bestaande uit 25 leden en een assemblee, bestaande uit 100 leden, waarvan de meest invloedrijke posities moesten worden verkozen door stemming en waarvan per familie slechts één persoon mocht worden gekozen om ongewenste machtsposities te voorkomen. Hierbij stelde hij verschillende maatregelen voor om de posities van de verschillende klassen in de samenleving te verbeteren, zoals de eis dat de geestelijkheid verantwoordelijk zou moeten worden voor onderwijs in landelijke gebieden.
Op 15 februari ging een groep van 150 soldaten onder leiding van prins Tsjerkassky en luitenant-generaal Tsjernisjev naar het Kremlin en ze eisten een gesprek met Anna. Bij dit gesprek las Tatisjtsjev een document met eisen voor, wat bekend is geworden als het Tsjerkassky-project. Hierin stelde hij onder andere dat een meerderheid van het volk de eisen van de Opperste Geheime Raad verwierp en dat de hoogste adviesraad de hervormingsplannen niet wilde aannemen, die na de aanstelling van Anna aan hen waren gepresenteerd en waarin werd aangedrongen op hervormingen. Er werd gevraagd of ze een commissie wilde samenstellen om de hervormingsplannen te beoordelen om te zien hoe Rusland in de toekomst moest worden geregeerd. Anna was geschokt, daar ze dacht autocratisch te kunnen regeren. Dit was echter ook het plan van Tatisjtsjev, die daarop haar (na zogenaamd ingrijpen van de leiders van de soldaten) een nieuw plan voorlegde (onder leiding van prins Kantemir). Hierdoor hadden ze wel de steun van de adel, maar kregen ze toch wat ze wilden; een autocratie.

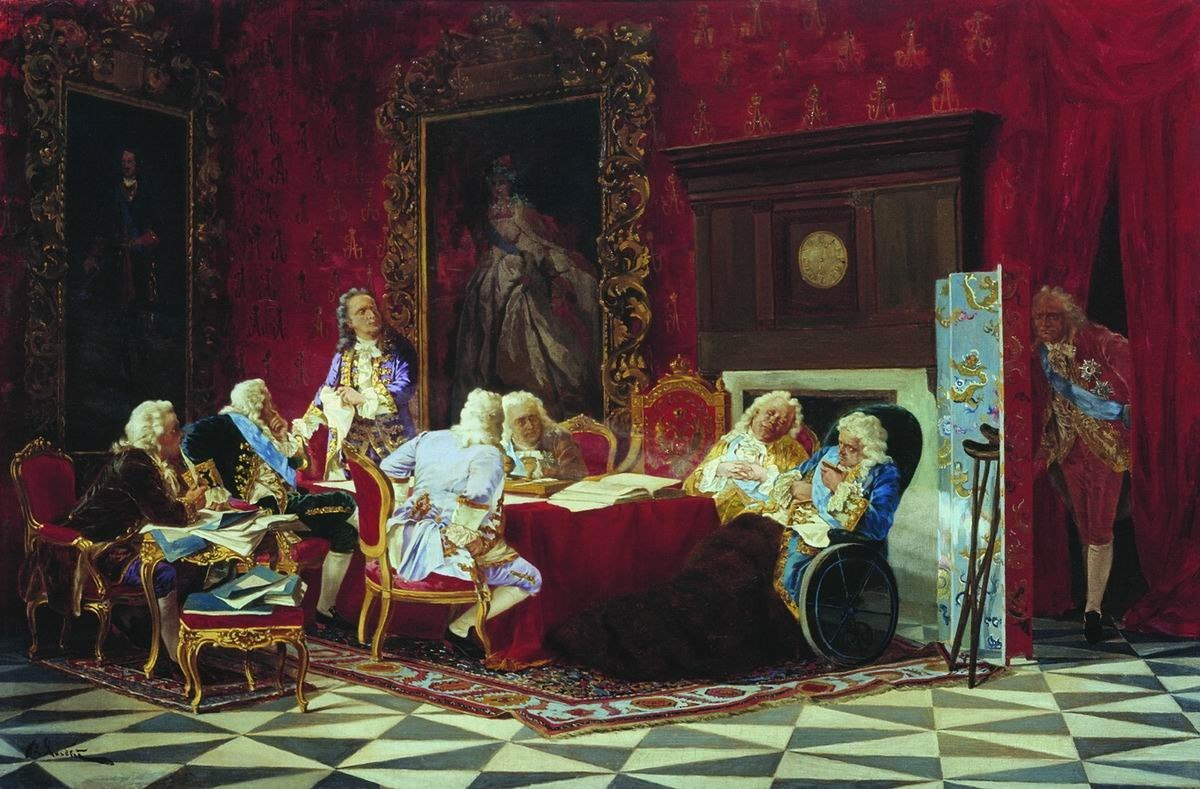
Kabinetsberaad
(1889), Valery Jacobi, Kunstmuseum van Omsk

Tatisjtsjev was van mening dat een vorst alleen hoort te regeren, omdat er dan een eenduidig beleid is (één mening) maar dat de vorst wel een adviserend orgaan zou moeten hebben ter ondersteuning. In wezen wilden Tatisjtsjev en degenen die achter het plan stonden de regering terug die ze ook hadden gehad onder Peter I, omdat voor hen een regering onder leiding van de oligarchische hoogste adviesraad of de aristocratische adel voor hen en Rusland desastreus zou kunnen uitvallen.
Anna accepteerde het gewijzigde voorstel met de belofte voor een Senaat, een belofte die ze echter niet na kwam. Ze hief kort daarop de Opperste Geheime Raad op maar liet het regeren later toch weer over aan anderen; haar ex-geliefde Biron (hij was in tussentijd met een ander getrouwd), ex-Opperste Geheime Raadslid Ostermann en de militaire politicus Burkhard von Münnich, die overigens een conflict had met Biron, wat Tatisjtsjev later in positieve zin ondervond.

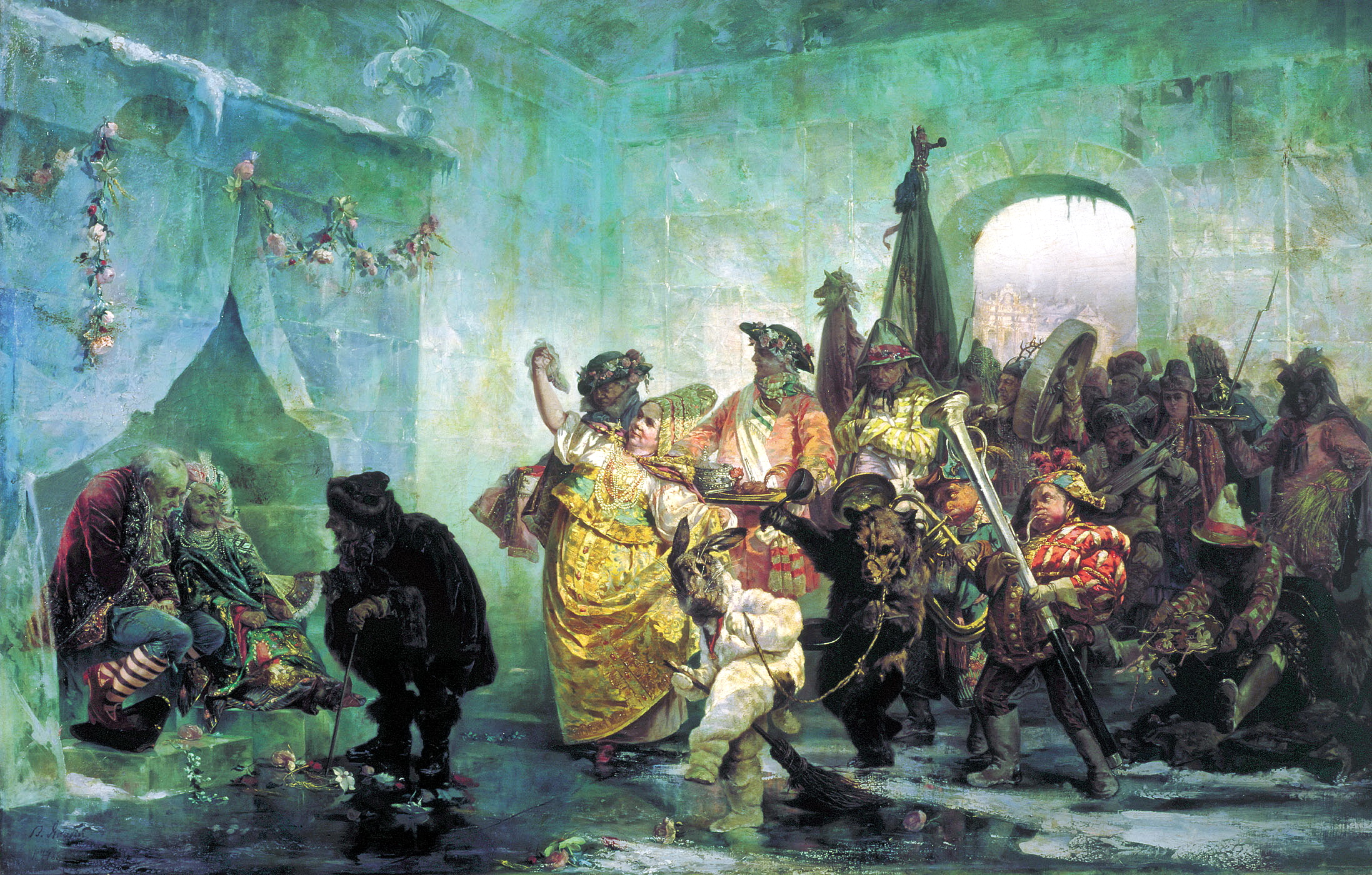
Het IJshuis
(1878), Valeri Jacobi, Russisch Museum
----
De pasgetrouwde hofnar Mikhail Golitsyn en Avdotya Butzheninova zitten links op het ijsbed; de vrouw in de gouden jurk is keizerin Anna

Excentriek en machtsbelust had tsarina Anna, naast rationele kanten, ook wrede en sadistische eigenschappen. Zo dwong zij hovelingen zich te verkleden als kippen, organiseerde zij gevechten tussen dwergen, waarbij de meest mismaakten het onderspit dolven, en liet zij hofdames elkaars haren uittrekken. Ze kreeg soms woede-aanvallen die leidden tot hardhandige en wrede straffen van medewerkers in de hofhouding. Bij het huwelijk van haar hofnar liet zij een ijspaleis bouwen en dwong zij het echtpaar de huwelijksnacht op een bed van ijs door te brengen.
In 1732 liet ze de favoriete hofschilder van Peter de Grote, Ivan Nikitin martelen en gevangenzetten, nadat deze samen met zijn broers Roman en Rodion pamfletten had uitgedeeld tegen Theophan Prokopovitsj. Ze verleende hem amnestie in 1740.

## Overlijden en opvolging
In 1740 stierf tsarina Anna. Biron had ervoor gezorgd dat hijzelf werd aangesteld als regent zolang Ivan VI nog kind was. Zijn rivaal Von Münnich zorgde er echter voor dat hij al na drie weken van die functie werd ontheven en door een tribunaal ter dood werd veroordeeld. Dit vonnis werd echter niet voltrokken, maar hij werd verbannen naar een dorpje in Siberië, waarvandaan hij een jaar later reeds mocht terugkeren, toen Elisabeth I, de dochter van Peter de Grote, door een revolutie Ivan VI en zijn moeder-regente Anna Leopoldovna liet afzetten om zelf de macht te verkrijgen.
Lodewijk Ernst van Brunswijk-Lüneburg-Bevern volgde Anna op als hertog van Koerland. Bij de paleisrevolutie van 12 december 1741 is ook hij afgezet. De meeste Duitse raadgevers vertrokken of zaten in ballingschap.

### Voorvaderen
| Anna van Rusland             | Anna van Rusland                                                         | Anna van Rusland                                                         | Anna van Rusland                                                       | Anna van Rusland                                                       | Anna van Rusland                                                       | Anna van Rusland                                                       | Anna van Rusland                                                       | Anna van Rusland                                                       |
| ---------------------------- | ------------------------------------------------------------------------ | ------------------------------------------------------------------------ | ---------------------------------------------------------------------- | ---------------------------------------------------------------------- | ---------------------------------------------------------------------- | ---------------------------------------------------------------------- | ---------------------------------------------------------------------- | ---------------------------------------------------------------------- |
| Overgrootouders              | Michaël I van Rusland (1596–1645) ∞1626 Jevdoksia Stresjnjova(1608-1645) | Michaël I van Rusland (1596–1645) ∞1626 Jevdoksia Stresjnjova(1608-1645) | Kirill Narysjkin (–) ∞ Anna Leontieva (–)                              | Kirill Narysjkin (–) ∞ Anna Leontieva (–)                              | ? (–) ∞ ? (–)                                                          | ? (–) ∞ ? (–)                                                          | ? (–) ∞ ? (–)                                                          | ? (–) ∞ ? (–)                                                          |
| Grootouders                  | Alexis van Rusland (1629–1676) ∞1671 Natalja Narysjkina (1651-1694)      | Alexis van Rusland (1629–1676) ∞1671 Natalja Narysjkina (1651-1694)      | Alexis van Rusland (1629–1676) ∞1671 Natalja Narysjkina (1651-1694)    | Alexis van Rusland (1629–1676) ∞1671 Natalja Narysjkina (1651-1694)    | Fjodor Saltykov (–) ∞ Anna Tatishcheva (–)                             | Fjodor Saltykov (–) ∞ Anna Tatishcheva (–)                             | Fjodor Saltykov (–) ∞ Anna Tatishcheva (–)                             | Fjodor Saltykov (–) ∞ Anna Tatishcheva (–)                             |
| Ouders                       | Ivan V van Rusland (1666–1696) ∞ 1684 Praskovja Saltykova (1664 -1723)   | Ivan V van Rusland (1666–1696) ∞ 1684 Praskovja Saltykova (1664 -1723)   | Ivan V van Rusland (1666–1696) ∞ 1684 Praskovja Saltykova (1664 -1723) | Ivan V van Rusland (1666–1696) ∞ 1684 Praskovja Saltykova (1664 -1723) | Ivan V van Rusland (1666–1696) ∞ 1684 Praskovja Saltykova (1664 -1723) | Ivan V van Rusland (1666–1696) ∞ 1684 Praskovja Saltykova (1664 -1723) | Ivan V van Rusland (1666–1696) ∞ 1684 Praskovja Saltykova (1664 -1723) | Ivan V van Rusland (1666–1696) ∞ 1684 Praskovja Saltykova (1664 -1723) |
| Anna van Rusland (1693–1740) |                                                                          |                                                                          |                                                                        |                                                                        |                                                                        |                                                                        |                                                                        |                                                                        |

Ivan IV de Verschrikkelijke · Fjodor I · Boris Godoenov · Fjodor II · Valse Dimitri I · Vasili IV · Wladislaus I · Michaël I · Alexis · Fjodor III · Ivan V · Peter I de Grote · Catharina I · Peter II · Anna I · Ivan VI · Elisabeth · Peter III · Catharina II de Grote · Paul I · Alexander I · Nicolaas I · Alexander II · Alexander III · Nicolaas II
Godhard Kettler · Frederik I Kettler en Willem Kettler · Frederik I Kettler · Jacob Kettler · Frederik II Casimir Kettler · Frederik III Willem Kettler · Anna Ivanovna van Rusland · Maurits van Saksen (rivaal) · Ferdinand Ketler · Ernst Johann Biron · Lodewijk Ernst van Brunswijk-Lüneburg-Bevern · Karel van Saksen · Ernst Johann Biron · Peter Biron